# نیوچرچ، کنت
نیوچرچ (به انگلیسی: Newchurch) یک روستا و محله مدنی در بریتانیا است که در Folkestone and Hythe واقع شده‌است. نیوچرچ ۳۱۵ نفر جمعیت دارد.